# Aiguille du Chardonnet
Aiguille du Chardonnet – szczyt w Masywie Mont Blanc, w grupie górskiej Argentière. Leży we Francji (departament Górna Sabaudia) blisko granicy ze Szwajcarią. Szczyt można zdobyć z francuskiego schroniska Refuge Albert Premier (2706 m) i ze szwajcarskiego schroniska Cabane du Trient (3170 m).
Pierwszego wejścia dokonali R. Fowler, M. Balmat i M. Ducroz w 1865 r.